# GMA Network
La GMA Network Inc., comunemente conosciuto come GMA, è un'azienda radiotelevisiva filippina con sede a Diliman, Quezon City. È coinvolto principalmente nelle trasmissioni radiofoniche e televisive, con filiali che si occupano di varie attività legate ai media. La maggior parte dei suoi profitti deriva dalla pubblicità e dai guadagni di marketing associati alla distribuzione televisiva.
Attualmente possiede e gestisce due reti televisive nazionali (GMA e GMA News TV), due stazioni radio nazionali (Super Radyo DZBB 594 kHz e Barangay LS 97.1), due reti radio regionali (Super Radyo e Barangay FM), opera anche tre canali internazionali (GMA Pinoy TV, GMA Life TV e GMA News TV International), insieme a filiali che si occupano di produzione e distribuzione di film (GMA Pictures), produzione e pubblicazione musicale (GMA Music), sviluppo e gestione dei talenti (GMA Artist Center) e un numero di tecnologie di convergenza internet e digitale (GMA New Media) nelle Filippine. La società è una società quotata in borsa nella Philippine Stock Exchange.

## Storia
Le radici dell'azienda possono essere ricondotte a Loreto F. de Hemedes, Inc., di proprietà di Robert "Uncle Bob" Stewart, una corrispondente di guerra statunitense. La società ha iniziato con il lancio della sua prima stazione radio AM a Manila attraverso la stazione di trasmissione radiofonica, DZBB. È andato in onda il 1º marzo 1950 usando la frequenza di 580 kHz della banda AM, trasmettendo dal Calvo Building di Escolta, a Manila. I primi momenti salienti della sua copertura radiofonica furono il crollo dell'aereo del presidente Ramón Magsaysay a Mount Manunggal; l'eruzione del monte Hibok-Hibok e varie elezioni locali nelle Filippine. DZBB è diventata la prima stazione radio nelle Filippine a utilizzare i telefoni per le interviste dal vivo.
A distanza di anni dalle sue prime trasmissioni, l'enorme trionfo della stazione e il numero crescente di ascoltatori hanno reso chiaro il passaggio alle moderne strutture di EDSA, Quezon City, con il lavoro svolto nel 1959.
Il 29 ottobre 1961, la compagnia lanciò la sua prima stazione televisiva, RBS TV Channel 7 usando il canale 7. Nel 1963, DYSS Television fu lanciata a Cebu. Da Loreto F. de Hemedes, Inc., l'azienda è stata ufficialmente ribattezzata Republic Broadcasting System, Inc. nel 1974, quando un triumvirato composto da Gilberto Duavit Sr., Menardo Jimenez e Felipe Gozon ha assunto la direzione. Nel 1996, la società ha cambiato la propria identità aziendale in GMA Network Inc.

## Canali televisivi

### Nazionali
Attuali
- GMA - canale principale. È stata lanciata nel 1961 come DZBB-TV.
- GMA News TV - canale secondario. È stata lanciata nel 2011.
- Heart of Asia - canale televisivo digitale terrestre. È stata lanciata nel 2020.
- Hallypop - canale televisivo digitale terrestre. È stata lanciata nel 2020, joint venture con JungoTV.

Cessati
- Channel V Philippines - canale musicale joint venture con STAR TV (ora The Walt Disney Company Asia Pacific). È stata lanciata nel 1999 e chiusa nel 2001.
- Citynet Television - canale commerciale locale. È stata lanciata nel 1995 e chiusa nel 1999.
- QTV/Q - canale di lifestyle. È stata lanciata nel 2005 e chiusa nel 2011.
- Fox Filipino - canale via cavo di proprietà di Fox Networks Group Asia Pacific, divisione di Walt Disney Direct-to-Consumer & International, parte di The Walt Disney Company. È stata lanciata nel 2012 e chiusa nel 2020.

### Internazionali
- GMA Pinoy TV - primo canale internazionale. È stata lanciata nel 2005. Disponibile fuori dalle Filippine.
- GMA Life TV - secondo canale internazionale. È stata lanciata nel 2008. Disponibile fuori dalle Filippine.
- GMA News TV International - terzo canale internazionale. È stata lanciata nel 2011. Disponibile fuori dalle Filippine.

## Canali radiofonici

### AM (Super Radyo)
- DZBB 594 (Metro Manila)
- DZSD 1548 (Dagupan)
- DYSP 909 (Puerto Princesa)
- DYSI 1323 (Iloilo)
- DYSB 1179 (Bacolod)
- DYSS 999 (Cebu)
- DXRC 1287 (Zamboanga)
- DXGM 1125 (Davao)

### FM (Barangay FM)
- DWLS 97.1 (Metro Manila)
- DWRA 92.7 (Baguio)
- DWTL 93.5 (Dagupan)
- DWWQ 89.3 (Tuguegarao)
- DWQL 91.1 (Lucena)
- DYHY 97.5 (Puerto Princesa)
- DWCW 96.3 (Naga)
- DYMK 93.5 (Iloilo)
- DYEN 107.1 (Bacolod)
- DYRT 99.5 (Cebu)
- DXLX 100.7 (Cagayan de Oro)
- DXRV 103.5 (Davao)
- DXCJ 102.3 (General Santos)

## Controllate e divisioni

### Società controllate
- Alta Productions Group, Inc.
- Citynet Network Marketing and Productions, Inc.
- Digify, Inc.
- GMA International
- GMA Network Films, Inc. (GMA Pictures)
- GMA New Media
  - GMA Affordabox (scatola di configurazione digitale simile a ABS-CBN TVplus)
- GMA Worldwide, Inc.
- MediaMerge Corporation
- RGMA Marketing and Productions (GMA Music)
- Scenarios, Inc.
- Script2010, Inc.

### Divisioni
- GMA Artist Center
- GMA Entertainment Group
- GMA Kapuso Foundation
- GMA News and Public Affairs
- GMA Nationwide
- GMA Regional TV
- Radio GMA (RGMA)